# يوليا باكاستوفا
يوليا باكاستوفا (الأوكرانية: Юлия Олександривна Бакастова؛ من مواليد 26 يونيو 1996) هي لاعبة مبارزة بالسيف أوكرانية. وهي بطلة أولمبية وفازت بالميدالية الذهبية في منافسات السيف لفريق السيدات في دورة الألعاب الأولمبية الصيفية 2024 في باريس. هي أيضًا حائزة على ميداليات المنتخب ثلاث مرات في بطولة أوروبا، وحصلت على الميداليات الفضية في بطولتي عام 2018 وعام 2024، والميدالية البرونزية في بطولة 2022.
بدأت المنافسة مع أوكرانيا في موسم 2016/2017. ومنذ ذلك الحين تمثل أوكرانيا في مختلف المسابقات الدولية. في بطولة أوروبا للمبارزة 2018 في نوفي ساد، صربيا، فازت بأول ميدالية دولية لها.